# Garfield Labyrinth
Garfield Labyrinth is een zeldzaam Game Boy-spel gebaseerd op de Amerikaanse stripserie Garfield. Het spel kwam uit in 1992. Oorspronkelijk zou het ook uitkomen voor de SNES en Nintendo 64, maar dit ging niet door.
In het spel moet Garfield zien te ontsnappen uit verschillende doolhoven. Elk level heeft een tijdlimiet. Indien de speler het level niet uitspeelt binnen deze tijdlimiet, of wanneer Garfields gezondheidsmeter helemaal leeg is, verliest Garfield een leven. Wel heeft elk level een paar checkpoints waar de speler na het verliezen van een leven opnieuw kan beginnen.
Het spel werd later omgeprogrammeerd tot The Real Ghostbusters met Peter Venkman als vervanger van Garfield.